# Premio Giovanni-Mauro
Le Premio Giovanni-Mauro ou prix Giovanni-Mauro, communément appelé Premio Mauro ou prix Mauro, est un prix annuel décerné au meilleur arbitre italien de la saison, institué par Giovanni Mauro.

## Palmarès
| Année     | Arbitre                                            | Ville              |
| --------- | -------------------------------------------------- | ------------------ |
| 1935-1936 | Francesco Mattea                                   | Turin              |
| 1936-1937 | Rinaldo Barlassina                                 | Milan              |
| 1937-1938 | Raffaele Scorzoni                                  | Bologne            |
| 1938-1939 | Giuseppe Scarpi                                    | Mira-Dolo          |
| 1939-1940 | Generoso Dattilo                                   | Rome               |
| 1940-1941 | Mario Ciamberlini                                  | Gênes              |
| 1941-1942 | Giovanni Galeati                                   | Bologne            |
| 1942-1943 | Giuseppe Zelocchi                                  | Modène             |
| 1943-1944 | Giacomo Bertolio                                   | Turin              |
| 1944-1945 | Non attribué à cause de la Seconde Guerre mondiale |                    |
| 1945-1946 | Ermanno Silvano                                    | Turin              |
| 1946-1947 | Agostino Gamba                                     | Naples             |
| 1947-1948 | Giorgio Bernardi                                   | Bologne            |
| 1948-1949 | Ferruccio Bellè                                    | Venise             |
| 1949-1950 | Giuseppe Carpani                                   | Milan              |
| 1950-1951 | Vincenzo Orlandini                                 | Rome               |
| 1951-1952 | Luigi Gemini                                       | Rome               |
| 1952-1953 | Guido Agnolin                                      | Bassano del Grappa |
| 1953-1954 | Renzo Massai                                       | Pise               |
| 1954-1955 | Riccardo Pieri                                     | Trieste            |
| 1955-1956 | Francesco Liverani                                 | Turin              |
| 1956-1957 | Tommaso Corallo                                    | Lecce              |
| 1957-1958 | Gennaro Marchese                                   | Naples             |
| 1958-1959 | Cesare Jonni                                       | Macerata           |
| 1959-1960 | Giulio Campanati                                   | Milan              |
| 1960-1961 | Pietro Bonetto                                     | Turin              |
| 1961-1962 | Giuseppe Adami                                     | Rome               |
| 1962-1963 | Concetto Lo Bello                                  | Syracuse           |
| 1963-1964 | Raoul Righi                                        | Milan              |
| 1964-1965 | Bruno De Marchi                                    | Pordenone          |
| 1965-1966 | Antonio Sbardella                                  | Rome               |
| 1966-1967 | Alessandro D'Agostini                              | Rome               |
| 1967-1968 | Francesco Francescon                               | Padoue             |
| 1968-1969 | Fabio Monti                                        | Ancône             |
| 1969-1970 | Aurelio Angonese                                   | Mestre             |
| 1970-1971 | Fulvio Pieroni                                     | Rome               |
| 1971-1972 | Sergio Gonella                                     | Turin              |
| 1972-1973 | Paolo Toselli                                      | Cormons            |
| 1973-1974 | Alberto Michelotti                                 | Parme              |
| 1974-1975 | Riccardo Lattanzi                                  | Rome               |
| 1975-1976 | Gianfranco Menegali                                | Rome               |
| 1976-1977 | Paolo Casarin                                      | Milan              |
| 1977-1978 | Cesare Gussoni                                     | Tradate            |
| 1978-1979 | Enzo Barbaresco                                    | Cormons            |
| 1979-1980 | Luigi Agnolin                                      | Bassano del Grappa |
| 1980-1981 | Paolo Bergamo                                      | Livourne           |
| 1981-1982 | Pietro D'Elia                                      | Salerno            |
| 1982-1983 | Claudio Pieri                                      | Gênes              |
| 1983-1984 | Massimo Ciulli                                     | Rome               |
| 1984-1985 | Maurizio Mattei                                    | Macerata           |
| 1985-1986 | Rosario Lo Bello                                   | Syracuse           |
| 1986-1987 | Carlo Longhi                                       | Rome               |
| 1987-1988 | Tullio Lanese                                      | Messine            |
| 1988-1989 | Pierluigi Pairetto                                 | Turin              |
| 1989-1990 | Fabio Baldas                                       | Trieste            |
| 1990-1991 | Sergio Coppetelli                                  | Tivoli             |
| 1991-1992 | Carlo Sguizzato                                    | Vérone             |
| 1992-1993 | Angelo Amendolia                                   | Messine            |
| 1993-1994 | Gianni Beschin                                     | Legnano            |
| 1994-1995 | Piero Ceccarini                                    | Livourne           |
| 1995-1996 | Robert Anthony Boggi                               | Salerno            |
| 1996-1997 | Alfredo Trentalange                                | Turin              |
| 1997-1998 | Stefano Braschi                                    | Prato              |
| 1998-1999 | Pierluigi Collina                                  | Viareggio          |
| 1999-2000 | Graziano Cesari                                    | Gênes              |
| 2000-2001 | Domenico Messina                                   | Cava de' Tirreni   |
| 2001-2002 | Fiorenzo Treossi                                   | Forlì              |
| 2002-2003 | Massimo De Santis                                  | Rome               |
| 2003-2004 | Non attribué                                       |                    |
| 2004-2005 | Non attribué                                       |                    |
| 2005-2006 | Non attribué                                       |                    |
| 2006-2007 | Nicola Rizzoli (décerné qu'en août 2012)           | Bologne            |
| 2007-2008 | Emidio Morganti                                    | Ascoli Piceno      |
| 2008-2009 | Gianluca Rocchi                                    | Florence           |
| 2009-2010 | Paolo Tagliavento                                  | Terni              |
| 2010-2011 | Paolo Valeri                                       | Rome               |
| 2011-2012 | Daniele Orsato                                     | Schio              |
| 2012-2013 | Paolo Silvio Mazzoleni                             | Bergame            |
| 2013-2014 | Luca Banti                                         | Livourne           |
| 2014-2015 | Antonio Damato                                     | Barletta           |
| 2015-2016 | Marco Guida                                        | Torre Annunziata   |
| 2016-2017 | Davide Massa                                       | Imperia            |
| 2017-2018 | Massimiliano Irrati                                | Pistoia            |
| 2018-2019 | Daniele Doveri                                     | Rome               |
| 2019-2020 | Fabio Maresca                                      | Naples             |
| 2020-2021 | Marco Di Bello                                     | Brindisi           |
| 2021-2022 | Maurizio Mariani                                   | Aprilia            |
| 2022-2023 | Daniele Chiffi                                     | Padoue             |
| 2023-2024 | Simone Sozza                                       | Seregno            |